# 1358

## Esdeveniments
- 17 d'agost - València: una gran riuada del Túria assota l'Horta i hi causa més de 400 víctimes.
- Agost - Guardamar: Setge de Guardamar (1358) durant la Guerra dels dos Peres

## Naixements
- 20 de gener, el Puig de Santa Maria, l'Horta Nord: Elionor d'Aragó i de Sicília, princesa d'Aragó i reina consort de Castella (m. 1382).[1]
- 25 de desembre - Japó: Ashikaga Yoshimitsu, dinovè shogun

## Necrològiques
- 7 de juny - Japó: Ashikaga Takauji, dissetè shogun